# Peter Schäfer (Fußballspieler)
Peter Schäfer (* 30. November 1941) ist ein ehemaliger deutscher Fußballspieler, der zwischen 1961 und 1970 in der DDR-Oberliga, der höchsten Spielklasse im DDR-Fußball, aktiv war. 

## Sportliche Laufbahn
In der Saison 1961/62, in der wegen der Rückkehr zum Sommer-Frühjahr-Spielrhythmus 39 Spiele zu absolvieren waren, bestritt Peter Schäfer für den SC Rotation Leipzig sein erstes Oberligaspiel. Am 15. Spieltag wurde der 19-Jährige im Heimspiel gegen den SC Dynamo Berlin als Linksaußenstürmer eingesetzt. Er löste damit den pausierenden Stammspieler Wolfgang Behla ab, wurde in der Folge noch in 13 weiteren Oberligaspielen im Angriff eingesetzt und erzielte dabei drei Tore. Als Behla zur Saison 1962/63 wieder zur Stammelf zurückkehrte, war Schäfer nur noch Ersatzspieler und wurde lediglich in vier Oberligaspielen eingesetzt. 
Nachdem Schäfer zwischen 1963 und 1964 seinen Wehrdienst in der Nationalen Volksarmee abgeleistet hatte, schloss er sich der Saison 1964/65 der BSG Stahl Riesa in der zweitklassigen DDR-Liga an. Dort spielte er zunächst drei Spielzeiten, in denen er bei insgesamt 90 DDR-Liga-Spielen 76-mal in der Regel als Stürmer aufgeboten wurde. Er gehörte in jeder Saison zu den Torschützen und kam in der genannten Zeit zu zwölf Treffern. 
Zur Saison 1967/68 zum Oberligisten Dynamo Dresden. Dort kam er jedoch nur zu einem Oberligaeinsatz, als am 3. Spieltag gleich drei Stammspieler ausgefallen waren. Auf der für ihn untypischen Position im Mittelfeld konnte er nicht überzeugen, und da Dynamo Dresden mit Stürmern gut ausgestattet war, wurde  Schäfer bis zur Winterpause nur noch in der Reservemannschaft eingesetzt. 
Zu Beginn der Rückrunde kehrte Schäfer zu Stahl Riesa zurück. Als Einwechselspieler kam er im zweiten Spiel nach der Winterpause erstmals zum Einsatz. In den folgenden elf Ligaspielen hatte er trotz seiner vier Tore zunächst noch Anpassungsschwierigkeiten, denn erst zum Saisonende stand er in fünf Begegnungen über die volle Spieldauer in der Mannschaft. Die BSG Stahl beendete die Saison als Aufsteiger in die Oberliga. Dort wurde Schäfer zwar am 1. Spieltag aufgeboten, musste dann aber bis nach der Winterpause warten, um einigermaßen regelmäßig weitere zehn Spiele in der Oberliga im Sturm und im Mittelfeld zu absolvieren. In der Rückrunde schoss er vier Tore. 1969/70 blieb er ohne Torerfolg, kam aber auf 18 Oberligaeinsätze, in denen er überwiegend im Mittelfeld aufgeboten wurde. Im Alter von 40 Jahren beendete Peter Schäfer nach acht Spielzeiten im höherklassigen Fußball seine Karriere.